# Monument aux morts de Bitche

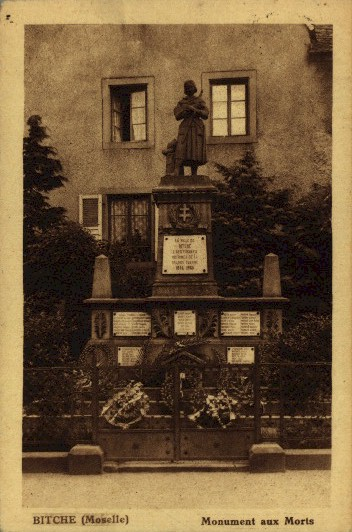
Ancien monument aux morts

Le Monument aux morts se situe dans la commune de Bitche et le département français de la Moselle.

## Histoire
En calcaire, il est élevé devant l'Hôtel de ville en 1967 par Bonnand, sculpteur à Metz et inauguré le 11 novembre 1967. Dédié aux victimes des guerres de 1870, 1914-1918 et 1939-1945, il représente les armoiries de la ville ainsi que des allégories profanes. 
Le monument est inscrit à l'Inventaire topographique de la région Lorraine.